# Alexandra Gennadjewna Kustowa
Alexandra Gennadjewna Kustowa (russisch Александра Геннадьевна Кустова, englisch Alexandra Kustova, wiss. Transliteration Aleksandra Gennad'evna Kustova; * 26. August 1998 in Magadan) ist eine russische Skispringerin.

## Werdegang
Kustowa gab ihr internationales Debüt im Dezember 2010 bei einem Continental Cup im finnischen Rovaniemi mit Rang 35. Am 15. Januar 2011 holte sie als 25. in Braunlage ihre ersten COC-Punkte. Im selben Monat trat sie bei den Junioren-Weltmeisterschaften in Otepää an und belegte den elften Platz. Ein Jahr später belegte sie bei den Junioren-Weltmeisterschaften in Erzurum nur den 44. Platz im Einzel und den neunten und damit letzten Rang im Team. Bei den Nordischen Junioren-Weltmeisterschaften 2013 in Liberec konnte sie wieder besser abschneiden und wurde 21. im Einzel und Sechste mit der russischen Mannschaft. Nach der Junioren-WM erreichte sie im März 2013 ihre ersten Top-Ten-Platzierungen im Continental Cup. In der Gesamtwertung der Saison 2012/13 belegte sie den siebten Rang.
Am 3. Januar 2014 gab sie auf der Sneschinka im russischen Tschaikowski ihr Weltcupdebüt, verpasste den zweiten Durchgang als 44. aber deutlich. Erst am 18. Januar holte sie mit Platz 24 im japanischen Zaō ihre ersten Weltcuppunkte. Bei den Nordischen Junioren-Skiweltmeisterschaften 2014 im italienischen Predazzo belegte sie den 27. Platz im Einzel und den sechsten Rang im Mannschaftswettbewerb. Am 20. und 21. September 2014 debütierte sie in Almaty im Sommer-Grand-Prix und holte dort mit den Plätzen 15 und 18 direkt ihre ersten Punkte. In der Saison 2014/15 verbesserte sie ihre beste Weltcup-Einzelplatzierung auf Rang 19, den sie am 10. Januar 2015 in Sapporo ersprang. Beim Europäischen Olympischen Winter-Jugendfestival 2015 in Tschagguns belegte sie den 15. Platz im Einzelwettbewerb auf der Mittleren Schanze. Bei den Nordischen Junioren-Skiweltmeisterschaften 2015 im kasachischen Almaty wurde sie 21. im Einzel und gewann gemeinsam mit Darja Gruschina, Marija Jakowlewa und Sofja Tichonowa die Silbermedaille im Mannschaftsspringen.
Bei den Nordischen Junioren-Skiweltmeisterschaften 2016 im rumänischen Râșnov wurde Kustowa 27. im Einzelwettbewerb. Am 11. Dezember 2016 erreichte sie beim Weltcup-Springen in Nischni Tagil als Elfte ihre bis dahin beste Einzelplatzierung. Bei den Nordischen Junioren-Skiweltmeisterschaften 2017 in Park City, Utah belegte sie den 29. Rang im Einzel und den siebten Rang mit der russischen Mannschaft.
In der Saison 2017/18 belegte sie mit der russischen Mannschaft bei den ersten beiden Mannschaftsspringen im Weltcup der Frauen die Plätze zwei in Hinterzarten und drei in Zaō. Bei den Nordischen Junioren-Skiweltmeisterschaften 2018 im schweizerischen Kandersteg belegte sie den 13. Platz im Einzelwettbewerb. Im Mannschaftswettbewerb wiederholte sie ihren Erfolg von 2015 und gewann zusammen mit Xenija Kablukowa, Lidija Jakowlewa und Sofja Tichonowa die Silbermedaille. Bei den Olympischen Winterspielen 2018 in Pyeongchang ging sie als Olympische Athletin aus Russland an den Start und belegte im Einzelwettbewerb auf der Normalschanze den 24. Rang.
Am 2. Dezember 2018 erreichte sie in Lillehammer mit Platz fünf ihre erste Top-Ten-Platzierung im Einzel. Bei den Weltmeisterschaften 2019 in Seefeld in Tirol wurde sie im Einzel 35. und belegte mit der russischen Frauen-Mannschaft den fünften Platz.
Im Juni 2020 wurde bekannt, dass der russische Verband für Skispringen und die Nordische Kombination Kustowa aufgrund von Verstößen gegen die Anti-Doping-Regeln für 18 Monate suspendiert hat. Konkret war sie ihren Meldepflichten gegenüber dem Verband nicht nachgekommen, sodass keine Dopingkontrollen durchgeführt werden konnten. Der Ausschluss trat im November 2019 in Kraft und galt bis zum Mai 2021. „Alexandra hat sich mit ihrer Disziplin- und Sorglosigkeit gewissermaßen selbst bestraft“, so der Präsident des Skiverbandes Dmitri Dubrowski, der aber betonte, dass Kustowa nach ihrer Rückkehr weiterhin die Möglichkeit habe, sich für die Olympischen Winterspiele 2022 zu qualifizieren. Im Mai 2021 kehrte Kustowa zum Beginn der Saisonvorbereitung zum russischen Kader zurück.
Am 21. und 22. Januar 2022 konnte sie bei den beiden Continental-Cup-Springen in Innsbruck mit zwei zweiten Plätzen ihre ersten Podiums-Plätze in dieser Wettkampfserie erspringen. Nur eine Woche später erreichte sie mit Platz drei in Willingen auch ihr erstes Weltcup-Podest. Bei den Olympischen Winterspielen 2022 in Peking belegte sie den 17. Rang im Einzelwettbewerb auf der Normalschanze.

## Erfolge

### Weltcup-Platzierungen
| Saison  | Platz | Punkte |
| ------- | ----- | ------ |
| 2013/14 | 58.   | 007    |
| 2014/15 | 39.   | 017    |
| 2015/16 | 45.   | 011    |
| 2016/17 | 35.   | 061    |
| 2017/18 | 40.   | 024    |
| 2018/19 | 19.   | 346    |
| 2021/22 | 24.   | 169    |

### Grand-Prix-Platzierungen
| Saison | Platz | Punkte |
| ------ | ----- | ------ |
| 2014   | 16.   | 29     |
| 2015   | 28.   | 27     |
| 2016   | 27.   | 19     |
| 2017   | 26.   | 30     |
| 2018   | 21.   | 50     |
| 2019   | 14.   | 51     |
| 2021   | 20.   | 76     |

### Continental-Cup-Platzierungen
| Saison  | Platz | Punkte |
| ------- | ----- | ------ |
| 2010/11 | 43.   | 056    |
| 2011/12 | 33.   | 038    |
| 2012/13 | 07.   | 138    |
| 2013/14 | 31.   | 040    |
| 2014/15 | 34.   | 043    |
| 2015/16 | 45.   | 021    |
| 2016/17 | 21.   | 061    |